# Archer Prewitt
Archer Prewitt es un músico y artista estadounidense, oriundo de Frankfort, Kentucky, asociado con la escena musical de Chicago, Illinois.
De joven se traslada a Kansas donde se inscribe en el Instituto de Arte de Kansas City y comienza a tocar batería en la banda local Tunnel Dogs y luego en Mudhead. También toca el bajo en Bangtails, una de las bandas favoritas de Kansas. Luego, junto a otros músicos forman The Coctails, con quienes se traslada desde Kansas a Chicago luego de la edición de su primer álbum en 1989, y en donde permanecen para editar los siguientes 6 álbumes de la banda y hasta la última presentación, la noche de año nuevo de 1995/96, antes de su disolución. Para entonces Prewitt ya había comenzado a participar en u nuevo proyecto, The Sea and Cake, con quienes había lanzado algunos álbumes, con buena aceptación por parte de la crítica. en conjunto con su trabajo en The Sea and Cake, Prewitt ha lanzado varias producciones en solitario.
Además de la música, Prewitt ha desarrollado su trabajo de diseñador gráfico para la editorial Marvel Comics, y ha lanzado su cómic de manera independiente, titulado Sof' Boy. Su trabajo para Marvel puede verse en Zero Zero, Drawn and Quarterly, Timothy McSweeney's Quarterly Concern, y BLAB!.

## Discografía
- In the Sun (Hi-Ball Records, 1997)
- White Sky (Carrot Top Records, 1999)
- Gerroa Songs EP (Carrot Top, 2000)
- Three (Thrill Jockey, 2002)
- Wilderness (Thrill Jockey, 2005)